# Trowbridge
Pour les articles homonymes, voir Trowbridge (homonymie).
Trowbridge est une ville de l'Ouest de l'Angleterre, chef-lieu et principale ville du comté du Wiltshire.

## Toponymie
L'origine du nom de Trowbridge est incertaine ; une source prétend qu'il est dérivé de treow-brycg, signifiant "Pont de l'arbre", en référence au premier pont sur la Biss, tandis qu'une autre affirme que la véritable signification est le pont de Trowle, le nom d'un hameau et d'une commune à l'ouest de la ville. Sur la carte du Wiltshire de John Speed (1611), le nom est orthographié Trubridge.

## Jumelages
- Oujda (Maroc)
- Charenton-le-Pont (France)